# Sidney Crosby
Sidney Crosby (* 7. srpna 1987, Halifax, Nové Skotsko, Kanada) je kanadský lední hokejista. Hraje za klub Pittsburgh Penguins v NHL a na mezinárodní scéně reprezentuje Kanadu.
U příležitosti 100. výročí NHL byl v lednu 2017 vybrán do stovky nejlepších hráčů historie ligy. V březnu 2024 dokázal 20 sezon po sobě si připsat aspoň jeden kanadský bod na zápas a překonal rekord Waynea Gretzkyho s 19 sezonami. Po zisku zlaté medaile z mistrovství světa v roce 2015 v Praze se stal členem prestižního Triple Gold Clubu. Stal se prvním (a zatím jediným) hráčem v historii, který vyhrál MS, ZOH i NHL jako kapitán.
Již před vstupem do NHL byl považován za jeden z největších talentů historie. Ve své úvodní sezóně 05/06 získal v kanadském bodování 102 bodů a stal se nejmladším hráčem v historii NHL, kterému se podařilo překonat stobodovou hranici. V roce 2007 byl jmenován kapitánem Pittsburghu a stal se nejmladším kapitánem v historii NHL. V roce 2009 jako nejmladší kapitán v historii dovedl svůj tým k vítězství ve Stanley Cupu. Na ZOH 2010 získal s kanadskou reprezentací zlatou olympijskou medaili, když v prodloužení rozhodl finálový zápas proti USA.
Na ZOH 2014 získal také zlatou medaili. V roce 2016 získal svůj druhý Stanley Cup a stal se nejužitečnějším hráčem play-off. V roce 2016 dovedl tým Kanady, jako osvědčený kapitán a současně nejužitečnější hráč turnaje k vítězství ve Světovém poháru v Torontu. V roce 2017 obhájil s Pittsburghem Stanley Cup i Conn Smythe Trophy pro nejužitečnějšího hráče play-off. V roce 2025 vyhrál jako kapitán s kanadskou reprezentací Turnaj 4 zemí.

## Dětství
Sidney Crosby se narodil 7. srpna 1987 v kanadském městě Halifax rodičům Troyi Crosbymu a Trině Forbes-Crosby a vyrůstal v Cole Harbouru. Sidneyho otec Troy je bývalý hokejový brankář a hráč týmu Verdun Junior Canadiens z ligy Quebec Major Junior Hockey League (QMJHL). Troy Crosby byl dokonce draftován roku 1984 Montrealem Canadiens jako dvoustáčtyřicátá volba, ale nikdy v NHL nezahrál. Hokejová minulost svého otce na Sidneym zanechala značné stopy: jeho vzorem byl Steve Yzerman a nejoblíbenějším klubem Montreal Canadiens.
Sidney svou kariéru započal ve dvou letech, kdy si začal pohrávat s hokejkou, s jejíž pomocí střílel puky do rodinné sušičky prádla. Bruslit začal ve třech letech.
Od svých dvanácti do patnácti let Crosby navštěvoval střední školu ve městě Halifax poblíž jeho rodného Cole Harbouru. Tam byl znám především jako premiant a vzor svých vrstevníků. V patnácti letech opustil Kanadu a vydal se do Minnesoty, kde ve škole Shattuck-Saint Mary's ve speciální hokejovém programu trénoval své dovednosti. Školská léta Sidney ukončil v roce 2005, odmaturoval v Monctonu.

## Začátek kariéry v NHL
Sidney Crosby začal poutat pozornost médií již v brzkých letech (svůj první rozhovor dal v sedmi). To vyvrcholilo před jeho osmnáctými narozeninami, kdy se pomalu blížil vstupní draft NHL. Sidney byl na prvním místě oficiálního žebříčku skautů ISS, což znamenalo jediné: Crosby bude další jedničkou draftu. Jediný háček byl v tom, že nikdo nevěděl, komu připadne. Jednalo se totiž o draft po výluce, tudíž se o pořadí vybírajících týmů losovalo. Loterii se jménem „Crosby“ nakonec vyhrál celek Pittsburgh Penguins.
Ve svém prvním zápase NHL (sezóna 05/06) nezahálel a přihrál na vítězný gól. Ve sbírání kanadských bodů skončil v základní části se 102 body, vstřelil úctyhodných 39 gólů a na 63 přihrál. Po ukončení tohoto ročníku se tradičně udělovaly ceny NHL Awards, jejichž součástí je udělení i Calder Trophy pro nejlepšího nováčka uplynulé sezóny. Největšími adepty na zisk této trofeje byli právě debutující jedničky draftu Crosby a Alexander Ovečkin, kterému toto ocenění nakonec připadlo.

## NHL
Do své druhé sezóny (06/07) vlétl jako uragán. Připsal si 120 bodů, suverénně ovládl kanadské bodování a získal Art Ross Trophy. Na udílení cen pak dostal ještě Hart Memorial Trophy pro nejužitečnějšího hráče a Ted Lindsay Award pro nejužitečnějšího hráče voleného samotnými hráči. V sezóně 07/08 nastoupil vinou zranění jen do 53 utkání, avšak připsal si v nich i tak skvělých 72 bodů. Poprvé se také dočkal výraznějšího úspěchu v playoff, kdy se dostal se svým týmem až finále, kde podlehl Detroitu. O rok později (08/09) přesáhl opět 100 bodů a v playoff se opět dostal až do finále a opět proti stejnému soupeři. Tam tentokrát uspěl a se svými Tučňáky porazil Detroit Red Wings 4:3 na zápasy. Stal se nejmladším kapitánem, který dovedl svůj tým až ke Stanley Cupu. V další sezóně (09/10) byl, jak už se stalo zvykem, opět nejlepší. Získal 109 bodů, nastřílel 51 gólů a získal Maurice Richard Trophy. Na udílení cen dostal Mark Messier Leadership Award udělovanou hráči s největšími vůdčími schopnostmi na ledě i mimo něj. Hned následující sezóna (10/11) byla speciální, byla výluka NHL a bylo odehráno jen 41 utkání. Sezónu 11/12 měl životně rozehranou, pak přišel šok. Sidney utrpěl otřes mozku a hrozil mu konec kariéry. Chyběl více než rok. O rok později (12/13) se ale očekával velký návrat. Král NHL byl zpět a hned dostal cenu Ted Lindsay Award. V sezóně 13/14 už byl v plné síle, vyhrál kanadské bodování a Art Ross Trophy, Hart Memorial Trophy a stejně jako minulý rok Ted Lindsay Award. Sezóna 14/15 byla snad jeho jediná, která byla klubově „neúspěsná“. Tým Pittsburgh Penguins prošel „přestavbou“. A vyplatilo se, hned další rok (15/16) vyhrál Stanley Cup a získal Conn Smythe Trophy pro nejužitečnějšiho hráče playoff. Sezóna 16/17 se zapíše do historie. Sidney a jeho Pittsburgh Penguins dokázali jako první obhájit v době platových stropů Stanley Cup a zároveň dokázal obhájit Conn Smythe Trophy, teprve jako 3. hráč v celé historii. Ještě v základní části byl nejlepším střelcem soutěže a dostal Maurice Richard Trophy.

## Zajímavosti
- Se synem Maria Lemieuxe Austinem rád hraje hokej s tenisákem.
- Sidney je jedním že čtyř hráčů v historii, kteří reprezentovali Kanadu na mistrovství světa do 20 let v pouhých šestnácti.
- Ve svém prvním zápase v QMJHL za Rimouski si připsal osm bodů.
- Ve svém prvním zápase v NHL si připsal asistenci.
- Stal se prvním hráčem v historii NHL, který v nováčkovské sezoně nasbíral 100 bodů a zároveň 100 trestných minut.
- Jako nejmladší kapitán v historii dovedl svůj tým k vítězství Stanley Cupu.
- V roce 2010 rozhodl finále ZOH 2010 v prodloužení.
- Na začátku roku 2011 utrpěl otřes mozku, když měl rozehranou svou životní sezonu.
- Od roku 2015 je členem Triple Gold Clubu.
- Byl vybrán mezi 100 nejlepších hráčů historie.
- Stal se teprve 3. hráčem historie, kterému se povedlo obhájit Conn Smythe Trophy pro nejužitečnějšího hráče playoff.

## Úspěchy v NHL

### Individuální
- Art Ross Trophy (vítěz kanadského bodování) – 2007, 2014
- Hart Memorial Trophy (nejužitečnější hráč ligy) – 2007, 2014
- Ted Lindsay Award (nejužitečnější hráč ligy dle hlasování hráčů) – 2007, 2013, 2014
- Maurice Richard Trophy (nejlepší střelec v základní části) – 2010, 2017
- Mark Messier Leadership Award (hráč s nejlepšími vůdčími schopnostmi) – 2010
- Conn Smythe Trophy (nejužitečnější hráč playoff) – 2016, 2017
- NHL All-Rookie Team (ideální sestava ročníku, složená z nováčků ligy) – 2006

#### Týmové
- Prince of Wales Trophy – 2008, 2009, 2016, 2017
- Stanley Cup – 2009, 2016, 2017

## Prvenství
- Debut v NHL – 5. října 2005 (New Jersey Devils proti Pittsburgh Penguins)
- První asistence v NHL – 5. října 2005 (New Jersey Devils proti Pittsburgh Penguins)
- První gól v NHL – 8. října 2005 (Pittsburgh Penguins proti Boston Bruins, finskému brankáři Hannu Toivonen)
- První hattrick v NHL – 28. října 2006 (Philadelphia Flyers proti Pittsburgh Penguins)

## Klubová statistika
| Sezóna      | Klub                | Soutěž      |       | Základní část | Základní část | Základní část | Základní část | Základní část |    | Play off | Play off | Play off | Play off | Play off |
| Sezóna      | Klub                | Soutěž      | Z     | G             | A             | B             | TM            | Z             | G  | A        | B        | TM       |          |          |
| 2003/04     | Rimouski Océanic    | QMJHL       | 59    | 54            | 81            | 135           | 74            | 9             | 7  | 9        | 16       | 10       |          |          |
| 2004/05     | Rimouski Océanic    | QMJHL       | 62    | 66            | 102           | 168           | 84            | 13            | 14 | 17       | 31       | 16       |          |          |
| 2005/06     | Pittsburgh Penguins | NHL         | 81    | 39            | 63            | 102           | 110           | —             | —  | —        | —        | —        |          |          |
| 2006/07     | Pittsburgh Penguins | NHL         | 79    | 36            | 84            | 120           | 60            | 5             | 3  | 2        | 5        | 4        |          |          |
| 2007/08     | Pittsburgh Penguins | NHL         | 53    | 24            | 48            | 72            | 39            | 20            | 6  | 21       | 27       | 12       |          |          |
| 2008/09     | Pittsburgh Penguins | NHL         | 77    | 33            | 70            | 103           | 76            | 24            | 15 | 16       | 31       | 14       |          |          |
| 2009/10     | Pittsburgh Penguins | NHL         | 81    | 51            | 58            | 109           | 71            | 13            | 6  | 13       | 19       | 6        |          |          |
| 2010/11     | Pittsburgh Penguins | NHL         | 41    | 32            | 34            | 66            | 31            | —             | —  | —        | —        | —        |          |          |
| 2011/12     | Pittsburgh Penguins | NHL         | 22    | 8             | 29            | 37            | 14            | 6             | 3  | 5        | 8        | 9        |          |          |
| 2012/13     | Pittsburgh Penguins | NHL         | 36    | 15            | 41            | 56            | 16            | 14            | 7  | 8        | 15       | 8        |          |          |
| 2013/14     | Pittsburgh Penguins | NHL         | 80    | 36            | 68            | 104           | 46            | 13            | 1  | 8        | 9        | 4        |          |          |
| 2014/15     | Pittsburgh Penguins | NHL         | 77    | 28            | 56            | 84            | 47            | 5             | 2  | 2        | 4        | 0        |          |          |
| 2015/16     | Pittsburgh Penguins | NHL         | 80    | 36            | 49            | 85            | 42            | 24            | 6  | 13       | 19       | 4        |          |          |
| 2016/17     | Pittsburgh Penguins | NHL         | 75    | 44            | 45            | 89            | 24            | 24            | 8  | 19       | 27       | 10       |          |          |
| 2017/18     | Pittsburgh Penguins | NHL         | 82    | 29            | 60            | 89            | 46            | 12            | 9  | 12       | 21       | 6        |          |          |
| 2018/19     | Pittsburgh Penguins | NHL         | 79    | 35            | 65            | 100           | 36            | 4             | 0  | 1        | 1        | 2        |          |          |
| 2019/20     | Pittsburgh Penguins | NHL         | 41    | 16            | 31            | 47            | 15            | 4             | 2  | 1        | 3        | 0        |          |          |
| 2020/21     | Pittsburgh Penguins | NHL         | 55    | 24            | 38            | 62            | 26            | 6             | 1  | 1        | 2        | 2        |          |          |
| 2021/22     | Pittsburgh Penguins | NHL         | 69    | 31            | 53            | 84            | 32            | 6             | 2  | 8        | 10       | 2        |          |          |
| 2022/23     | Pittsburgh Penguins | NHL         | 82    | 33            | 60            | 93            | 52            | —             | —  | —        | —        | —        |          |          |
| 2023/24     | Pittsburgh Penguins | NHL         | 82    | 42            | 52            | 94            | 40            | —             | —  | —        | —        | —        |          |          |
| NHL celkově | NHL celkově         | NHL celkově | 1 272 | 592           | 1 004         | 1 596         | 823           | 180           | 71 | 130      | 201      | 83       |          |          |

## Reprezentace
| Rok                       | Tým                       | Soutěž                    | Z  | G  | A  | B  | TM |
| ------------------------- | ------------------------- | ------------------------- | -- | -- | -- | -- | -- |
| 2003                      | Kanada 18                 | SP-18                     | 5  | 4  | 2  | 6  | 10 |
| 2004                      | Kanada 20                 | MSJ                       | 6  | 2  | 3  | 5  | 4  |
| 2005                      | Kanada 20                 | MSJ                       | 6  | 6  | 3  | 9  | 4  |
| 2006                      | Kanada                    | MS                        | 9  | 8  | 8  | 16 | 10 |
| 2010                      | Kanada                    | OH                        | 7  | 4  | 3  | 7  | 4  |
| 2014                      | Kanada                    | OH                        | 6  | 1  | 2  | 3  | 0  |
| 2015                      | Kanada                    | MS                        | 9  | 4  | 7  | 11 | 2  |
| 2016                      | Kanada                    | SP                        | 6  | 3  | 7  | 10 | 0  |
| 2025                      | Kanada                    | T4N                       | 4  | 1  | 4  | 5  | 2  |
| Juniorská kariéra celkově | Juniorská kariéra celkově | Juniorská kariéra celkově | 17 | 12 | 8  | 20 | 18 |
| Seniorská kariéra celkově | Seniorská kariéra celkově | Seniorská kariéra celkově | 41 | 21 | 31 | 52 | 18 |